# Antonio Giuseppe Bossi
Antonio Giuseppe Bossi (* 1699 à Porto Ceresio ; † 10 février 1764 à Wurtzbourg) est un stucateur italien important. À partir de 1735, il est stucateur à la cour des princes-évêques de Wurtzbourg en Franconie. Tout au long de sa vie, il a été actif dans la sculpture et la décoration murale. À Würzburg, il a été chargé des stucs de la résidence de Wurtzbourg et de l'ancienne abbaye des Prémontrés d'Oberzell. Ses œuvres dans la salle blanche et la salle impériale de la Résidence de Würzburg sont célèbres.

## Biographie

### Origine italienne
On sait bien peu de choses sur la vie d'Antonio Bossi. Ses origines à Porto Ceresio sur le lac de Lugano, près de la Suisse, sont assez certaines, mais il n'y a pas d'autres informations sur sa jeunesse en Italie. On ne sait pas qui étaient ses maîtres, dans quels arts il a été formé et à travers quels lieux et pays son apprentissage l'a conduit.

### Ottobeuren
Bossi sort de l'ombre entre 1726 et 1730 en tant que stucateur de l'abbaye impériale bénédictine d'Ottobeuren (aujourd'hui l'abbaye bénédictine d'Ottobeuren) dans l'Allgäu. L'abbé Rupert Ness (de) avait ordonné la construction et la décoration des nouveaux bâtiments de l'abbaye. Dans ce contexte, Bossi - qui était alors âgé d'une trentaine d'années - a reçu plusieurs commandes prestigieuses pour créer des ensembles de figures en stuc représentatifs et grandeur nature. Trois de ces œuvres sont attestées tant au niveau des sources que du style:
- 1727-1728, huit figures en stuc grandeur nature pour le vestibule de la Salle impériale
- 1728, six figures en stuc grandeur nature pour le parvis de la chapelle de l'abbé.
- 1729, huit figures en stuc grandeur nature pour l'escalier de l'abbaye

Tilmann Breuer (de) a également attribué à Bossi les stucs suivants dans les bâtiments de l'abbaye:
- 1728, anges dorés sur l'autel baldaquin de la chapelle de l'abbaye
- 1728-1729, portails en marbre stuqué avec des figures féminines allégoriques sur le parvis de la chapelle abbatiale.

Les ensembles de figures d'Ottobeuren de Bossi sont les plus anciennes œuvres connues de l'artiste et donc les seules œuvres avant qu'il ne prenne ses fonctions de stucateur de la cour à Würzburg. Néanmoins, ce ne sont pas des œuvres de jeunesse. Comme Manuel Mayer a pu le montrer à l'aide de l'exemple Raphaël et Tobias de l'escalier de l'abbaye d'Ottobeuern, Bossi n'est plus à cette époque un artiste en apprentissage. Au contraire, selon Mayer, à Ottobeuren, Bossi est déjà en pleine possession de ses moyens artistiques.
Contrairement à l'opinion courante des spécialistes, Mayer a pu démontrer que la distinction qualitative jusqu'alors habituelle entre les stucs figuratifs et les stucs muraux décoratifs de Bossi avait conduit à une perception déformée de l'œuvre artistique. Ainsi, on a eu l'habitude de dévaloriser les sculptures figuratives de l'artiste par rapport aux décorations en stuc, mais en réalité - comme l'a mis en évidence l'analyse du groupe Raphaël et Tobias - la distinction nette entre sculpture et décoration n'est pas possible dans l'œuvre de Bossi et obscurcit la vision de la signification factuelle de son art. Plus une sculpture de Bossi est satisfaisante en tant que sculpture, plus elle réussit également à structurer l'architecture environnante de l'espace donné, c'est-à-dire à la décorer. À l'inverse, chaque stuc mural décoratif de l'œuvre de Bossi, aussi abstrait qu'il puisse paraître, recherche une référence constante au figuratif concret.
Pour cette raison, la réévaluation de la phase de travail de Bossi à Ottobeuren, telle qu'initiée par Mayer, est d'une importance cruciale pour la compréhension de l'œuvre de Würzburg et indispensable à la poursuite des recherches sur l'artiste.

## Œuvre
Il aménagea entre autres la résidence de Würzburg, notamment le grand salon blanc et le salon impérial, et l'intérieur de leur résidence d'été, le château de Veitshöchheim. Il est le fondateur, avec son contemporain Johann Wolfgang von der Auwera (1708-1756), du rococo wurtzbourgeois.